# 長沙大火

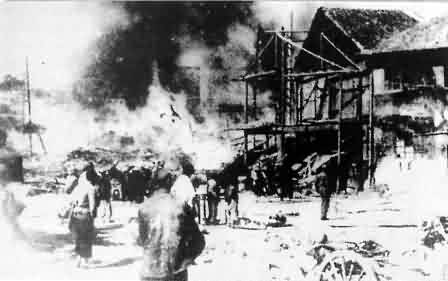
長沙大火

長沙大火（ちょうさたいか）は日中戦争中の1938年11月13日午前2時、湖南省長沙において中国国民党軍によって起された放火事件である。中国語では文夕大火（ぶんせきたいか）とも呼ばれる。人口50万の都市であった長沙は、火災により市街地のほとんどを焼失した。
目的は日本軍に対して一物も与えないための焦土作戦（堅壁清野）とする見方が一般的だが、この時期に日本軍は長沙に進攻することはなかったため、一部には中国共産党幹部であった周恩来らの暗殺を目的としていたとする見方もある。

## 背景
国民党軍は焦土作戦のため長沙市の破壊を準備していた。また事件の際には中国共産党の領袖・周恩来が葉剣英、郭沫若らとともに長沙に滞在していた。
蔣介石は、日本軍が漢口・広東鉄道沿線の戦略的拠点である岳州を短期間で攻略したことから、慌てて焦土作戦を指示し、張治中が実行したと伝えられている。また、張が功名心にかられて大火を起こしたとする見方もある。
岳州陥落の報により混乱状態に陥っていた長沙市では、日本軍が長沙に迫ったとの噂が流れており、地方軍警もこの噂に惑わされたことが事件の契機となったとも言われる。

## 事件の経過
11月12日には長沙飛行場の破壊も開始された。長沙の火災は強風により城内一帯に燃え広がった。この際に郭沫若は放火をしている兵から張治中の命令によって放火していることを確認している。地方政府の役人は逃げ去り、住民の不安はさらに増した。英国の揚子江艦隊に所属する砲艦サンドパイパー（Sandpiper, 排水量185トン）は避難する外国人保護のために外国人の施設附近に留まった。

## 事件の影響
火災は3日3晩続き、長い歴史を持つ都市だった長沙は廃墟と化し、文化遺産のほとんどを失った。焼死者は2万人以上、あるいは3万人以上と言われる。
周恩来は焼死したものと思われていたが、就寝中家が猛火に包まれたものの辛うじて逃れたことが11月20日に判明した。中華民国中央政府は救済費として100万元を支出すると共に軍警を派遣して治安の維持を図り、一方軍事委員会政治部長陳誠は政治工作員70名を派遣し、善後処理に当った。蔣介石主導により地方役人3名（長沙警備司令酆悌、警備二団団長徐昆、及び警察局長文重孚）が責任を問われ処刑されたが、張治中への処分は軽いものとなった。